# Cykloaddition
En cykloaddition är en pericyklisk reaktion i vilken två eller fler omättade molekyler (eller delar av samma molekyl) kombineras under bildande av en cyklisk addukt, i vilken det sker en nettoreduktion av bindningsmultipliciteten. Reaktionen är således en cyklisering.
Cykloadditioner beskrivs vanligen genom skelettstorleken på deltagarna sätts inom klammer. Reaktionstypen är en icke-polär additionsreaktion som sker concerted.

## Exempel
- Diels–Alderreaktionen är en [4 + 2] cykloaddition.

- Huisgencykloadditionen är en [2 + 3] cylkoaddition.

- Nitron-olefincykloadditionen är en [3 + 2] cykloadition.

- Första steget vid ozonlys är en [3 + 2] cykloaddition.